# Puiggarina melastomaticola
Puiggarina melastomaticola är en svampart som först beskrevs av Speg., och fick sitt nu gällande namn av Speg. 1919. Puiggarina melastomaticola ingår i släktet Puiggarina och familjen Phyllachoraceae.   Inga underarter finns listade i Catalogue of Life.